# Skylanders: Giants
Skylanders: Giants est un jeu vidéo d'Activision sorti aux États-Unis en octobre 2012.
Le jeu, qui est la suite de Skylanders: Spyro's Adventure, est disponible sur PlayStation 3, Xbox 360, Wii et Wii U. Bien que le titre du jeu ne mentionne pas « Spyro », celui-ci reste toujours jouable dans cet opus.
Il existe 48 Skylanders, dont 8 Géants, 8 nouveaux, 8 « Lightcore » et 24 « Series 2 » qui seront évolués par rapport à Spyro's Adventure.
Le pack de Démarrage et le « Booster » pack contiennent un géant Tree Rex (Vie), un nouveau skylander Jet-vac (Air) et un skylander Series 2 Cynder (Mort-Vivant).
Les skylanders de Skylanders: Spyro's Adventure sont toujours jouables sur Skylanders: Giants.

## Figurines
Tous les personnages qui sont apparus dans le premier jeu seront de retour dans ce deuxième opus. Certains nouveaux personnages seront ajoutés.
Il y a 16 nouveaux Skylanders : 8 géants et 8 nouveaux.
Il y a également des rééditions de figurines apparues dans le premier opus et des versions lumineuses (lightcores) de skylanders.

### Les Giants
Ce sont les premiers skylanders, et aussi les plus grands.
- Thumpback (Eau)
- Hot Head (Feu)
- Swarm (Air)
- Crusher (Terre, dont on trouve une version Granit chez Carrefour)
- Ninjini (Magie)
- Bouncer (Tech, dont on trouve une version Legendary Bouncer chez Toys “R” Us)
- Tree Rex (Vie, fourni avec le pack de démarrage)
- Eye Brawl (Mort-Vivant)

### Nouveaux
- Chill (Eau)
- Hot Dog (Feu)
- Jet-Vac (Air)
- Flashwing (Terre)
- Pop Fizz (Magie)
- Sprocket (Tech)
- Shroomboom (Vie)
- Fright Rider (Mort-Vivant)

### Lightcore
Les lightcore sont des versions lumineuses de skylanders.
- Chill (Eau)
- Eruptor (Feu)
- Jet-Vac (Air)
- Prism Break (Terre)
- Pop Fizz (Magie)
- Drobot (Tech)
- Shroomboom (Vie)
- Hex (Mort-vivant)

### Réédités
- Gill Grunt (Eau - Série 2)
- Slam Bam (Eau - Série 2)
- Zap (Eau - Série 2)
- Eruptor (Feu - Série 2)
- Flameslinger (Feu - Série 2)
- Ignitor (Feu - Série 2)
- Lightning Rod (Air - Série 2)
- Sonic Boom (Air - Série 2)
- Whirldwind (Air - Série 2)
- Bash (Terre - Série 2)
- Prism Break (Terre - Série 2)
- Terrafin (Terre - Série 2)
- Double Trouble (Magie - Série 2)
- Spyro (Magie - Série 2)
- Wrecking Ball (Magie - Série 2)
- Drill Sergeant (Tech - Série 2)
- Drobot (Tech - Série 2)
- Trigger Happy (Tech - Série 2)
- Stealth Elf (Vie - Série 2)
- Stump Smash (Vie - Série 2)
- Zook (Vie - Série 2)
- Chop Chop (Mort-vivant - Série 2)
- Cynder (Mort-vivant - Série 2)
- Hex (Mort-vivant - Série 2)

Ces 24 anciens personnages bénéficient avec cette série 2 d'une nouvelle amélioration appelée « Wow Pow ».
On notera aussi l'absence de 8 anciens personnages en tant que Série 2 (Camo, Warnado, Wham Shell, Ghost Roaster, Sunburn, Voodood, Dino Rang et Boomer).
Les figurines du premier opus fonctionnent sur le second, mais seules les rééditions de Giants fonctionnent sur le premier.
Il est donc devenu difficile de chercher des figurines Spyro's Adventure, celles-ci ayant laissé la place aux Giants en magasin ; on en trouve encore sur internet, mais les stocks commencent à se vider…

### Sidekicks
Les sidekicks ou minipets sont des versions miniatures de certains personnages, avec des noms approchants. Dans le jeu, ce ne sont pas des personnages jouables mais des familiers qui suivent le personnage. Ces figurines étaient proposées en cadeau pour l'achat d'autres figurines, sous certaines conditions, dans les enseignes Micromania.
Avec Skylanders: Trap Team, des figurines équivalentes appelées cette fois minis sont devenus des personnages à part entière. Les figurines sidekicks sont donc jouables dans Skylanders: Trap Team au même titre que n'importe quelle autre figurine.
La série Skylanders: Giants propose 4 sidekicks :
- Thumpling (Eau)
- Mini-Jini (Magie)
- Barkley (Vie)
- Eye-Small (Mort-Vivant)

## Packs bataille
Le jeu Skylanders: Giants propose deux packs pour rendre les batailles plus épiques avec des armes de siège :
- Le premier pack contient les skylanders Chop Chop série 2 (Morts-vivants) et Shroomboom série 1 (Vie), et l'arme Canon Dragonfire.
- Le second pack contient les skylanders Zap série 2 (Eau) et Hot Dog série 1 (Feu), et l'arme Catapulte Scorpion Striker.

## Voix françaises
- Marc Alfos : Chop Chop
- Benoît Allemane : Stump Smash, Tree Rex
- Chantal Baroin : Ninjini
- Jessica Barrier : Cali
- Fanny Bloc : Stealth Elf
- Paul Borne : Eye-Brawl
- Marc Bretonnière : Eruptor
- Rémi Caillebot : Spyro
- Frédéric Cerdal : Maître Eon
- Julien Chatelet : Bash, Prism Break, Zook, Brock
- Benoît Du Pac : Drill Sergeant
- Marie Facundo : Flashwing
- Emmanuel Fouquet : Zap
- Emmanuel Gradi : Trigger Happy, Flameslinger, Dino-Rang, Double Trouble
- Emmylou Homs : Whirlwind
- Thierry Kazazian : Hugo
- Virginie Ledieu : Hex
- Sylvain Lemarié : Hot Head
- Martial Le Minoux : Jet-Vac, Fantôme Machine, Pipsqueak
- Gilbert Lévy : Warnado, Kaos
- Daniel Lobé : Crusher
- Kelly Marot : Chill, Persephone
- Sarah Marot : Sprocket
- Michel Mella : Camo
- Céline Melloul : Sonic Boom
- Bernard Métraux : Slam Bam
- Serge Thiriet : Flynn
- Gilles Morvan : Terrafin
- Marie Nonnenmacher : Cynder, Quigley
- Benjamin Pascal : Hot Dog
- Jérôme Pauwels : Glumshanks
- Patrick Pellegrin : Bouncer
- Éric Peter : Thumpback
- Frédéric Popovic : Boomer
- Jérémy Prévost : Wrecking Ball
- Emmanuel Rausenberger : Hugo
- Marc Saez : Pop Fizz, Chompy Mage
- Adrien Solis : Fright Rider
- Frédéric Souterelle : Gill Grunt, Drobot, Voodood, Conquérator Arkeyan, Drill-X
- Franck Sportis : Shroomboom
- Gérard Surugue : Ghost Roaster
- Antoine Tomé : Ignitor, Sunburn